# KNVB beker 1975-1976
La KNVB beker 1975-76 fu la 58ª edizione della coppa nazionale di calcio dei Paesi Bassi.

## Primo turno
Giocati tra il 6 e il 7 settembre 1975.
| Squadra 1          | Risultato   | Squadra 2      |
| ------------------ | ----------- | -------------- |
| Rood Wit Amsterdam | 2 - 2 (dts) | Wageningen     |
| Amersfoort         | 2 - 2 (dts) | DOVO           |
| Cambuur            | 2 - 2 (dts) | VVV-Venlo      |
| Heracles Almelo    | 8 - 0       | VV Helmond     |
| Spijkenisse        | 1 - 2 (dts) | Dordrecht      |
| SVV                | 2 - 0 (dts) | RBC Roosendaal |
| Volendam           | 1 - 3       | VV Rheden      |
| HFC EDO            | 1 - 1 (dts) | FC Vlaardingen |
| Emmen              | 2 - 1       | Groningen      |
| Den Bosch          | 0 - 0 (dts) | Willem II      |
| Fortuna Sittard    | 3 - 5 (dts) | Veendam        |
| Heerenveen         | 0 - 2       | PEC Zwolle     |
| Helmond Sport      | 3 - 1       | Vitesse        |
| Noordwijk          | 0 - 3       | Haarlem        |

## Secondo turno
12 ottobre 1975
| Squadra 1        | Risultato       | Squadra 2       |
| ---------------- | --------------- | --------------- |
| Go Ahead Eagles  | 2 - 0           | VVV-Venlo       |
| MVV              | 0 - 1           | AZ Alkmaar      |
| N.E.C.           | 1 - 3           | Ajax            |
| PSV              | 3 - 1           | NAC Breda       |
| Roda JC          | 4 - 1           | Amersfoort      |
| Sparta Rotterdam | 1 - 2           | FC Amsterdam    |
| SVV              | 3 - 1 (dts)     | Heracles Almelo |
| Wageningen       | 3 - 0           | Helmond Sport   |
| De Graafschap    | 3 - 1           | VV Rheden       |
| Eindhoven        | 2 - 0           | Excelsior       |
| Den Bosch        | 0 - 0 (4-5 dcr) | Haarlem         |
| Den Haag         | 6 - 0           | Emmen           |
| Dordrecht        | 0 - 1           | PEC Zwolle      |
| Twente           | 9 - 2           | Utrecht         |
| FC Vlaardingen   | 1 - 4           | Telstar         |
| Feyenoord        | 5 - 0           | Veendam         |

## Ottavi di finale
6 e 7 novembre 1975.
| Squadra 1       | Risultato       | Squadra 2  |
| --------------- | --------------- | ---------- |
| AZ Alkmaar      | 2 - 0           | Twente     |
| De Graafschap   | 4 - 0           | Haarlem    |
| Eindhoven       | 4 - 1 (dts)     | Wageningen |
| FC Amsterdam    | 1 - 3           | Ajax       |
| Go Ahead Eagles | 1 - 1 (5-6 dcr) | Feyenoord  |
| PSV             | 3 - 2           | Den Haag   |
| Roda JC         | 2 - 1           | Telstar    |
| SVV             | 0 - 2           | PEC Zwolle |

## Quarti di finale
Giocati tra il 25 e il 29 febbraio 1976.
| Squadra 1  | Risultato   | Squadra 2     |
| ---------- | ----------- | ------------- |
| Eindhoven  | 2 - 0       | AZ Alkmaar    |
| PEC Zwolle | 3 - 0       | Ajax          |
| PSV        | 8 - 1       | De Graafschap |
| Roda JC    | 3 - 2 (dts) | Feyenoord     |

## Semifinali
10 marzo 1976.
| Squadra 1  | Risultato | Squadra 2 |
| ---------- | --------- | --------- |
| PEC Zwolle | 0 - 1     | Roda JC   |
| PSV        | 8 - 1     | Eindhoven |

## Finale
| Squadra 1 | Risultato   | Squadra 2 |
| --------- | ----------- | --------- |
| PSV       | 1 - 0 (dts) | Roda JC   |

| Rotterdam 7 aprile 1976                   | PSV       | 1 – 0 (d.t.s.) | Roda JC | Stadion Feijenoord |
| \| \| \| \| \| Edström \| Marcatori \| \| |           |                |         |                    |
|                                           |           |                |         |                    |
| Edström                                   | Marcatori |                |         |                    |